# Mordicai Jones
Mordicai Jones je studiové album amerického rockového kytaristy Linka Wraye z roku 1971. Hudba je směs blues, country, folku a rocku.

## Seznam skladeb
1. "Walkin' in the Arizona Sun" (Link Wray/Steve Verroca) - 2:53
2. "Scorpio Woman" (Link Wray/Steve Verroca) - 3:47
3. "The Coca Cola Sign Blinds My Eye" (Link Wray/Bobby Howard/Steve Verroca) - 6:24
4. "All I Want to Say" (Link Wray/Steve Verroca/Gene Johnson) - 3:12
5. "All Because of a Woman" (Link Wray/Steve Verroca) - 3:20
6. "On the Run" (Link Wray/Bobby Howard/Steve Verroca) - 5:45
7. "Son of a Simple Man" (Link Wray/Steve Verroca) - 4:22
8. "Precious Jewel" (Roy Acuff) - 2:14
9. "Days Before Custer" (Link Wray/Steve Verroca) - 4:01
10. "Gandy Dancer" (Link Wray/Bobby Howard/Steve Verroca) - 3:30

## Sestava
- Link Wray - kytary, baskytara
- Doug Wray - kytara. doprovodný zpěv
- Bobby Howard (aka Mordicai Jones) - zpěv, klávesy
- Bill Hodges - klávesy, piáno, harmonika, doprovodný zpěv
- Steve Verroca - bicí, perkuse, doprovodný zpěv
- John Grummere - elektrická kytara, doprovodný zpěv
- Norman Sue - baskytara, doprovodný zpěv
- Ned Levin - doprovodný zpěv

## Produkce
- Producent: Steve Verroca
- Nahrávací inženýr: neznámý
- Míchání: neznámý
- Fotografie: neznámý